# Richard Mandin
Richard Mandin, né le 19 mars 1909 à Marseille où il est mort le 16 février 2002, est un peintre français, également compositeur, principalement connu pour ses œuvres abstraites.
Il fut appelé le « Monticelli du XXe siècle ».

## Biographie
Élève à l’École des Beaux-Arts de Marseille en même temps qu'à l’École du Louvre, il commence à vendre ses dessins à la sauvette. Plus tard, à la fin de la Guerre de 39-45, le marchand André Maurice s’intéresse à ses peintures. Il commence à exposer à Paris en 1945 et 1946, notamment chez Jean-Marc Vidal. Également musicien, sa peinture et la musique ne font souvent qu'un.
De 1948 à 1950, il participe à des expositions à New York, notamment à la G. Binet Gallery, puis, à partir de 1954, à Marseille, Deauville, Paris, Cassis, Salon-de-Provence, Aix-en-Provence, donnant souvent des auditions de ses compositions musicales.

## Œuvre
Pour Mandin, « la matière picturale traduit la poésie du peintre, son rêve ». Difficilement classables, ses peintures relèvent d’un expressionnisme instinctif. Mandin, attaché à l'état de création, aimait travailler avec une pâte triturée en épaisseurs supplantant un dessin sommaire. Pour lui, le dessin représentait « 99% de la peinture ». Cette technique et ce matériau lui étaient chers, ce qui explique en partie pourquoi les sujets de ses œuvres peuvent apparaître indiscernables. Ses nuages, arbres et rochers peints prennent parfois la forme de silhouettes humaines, de chevaux ou d’animaux.
Les peintures de Mandin sont vibrantes et richement colorées, offrant au spectateur un véritable écho visuel à sa passion pour la musique.
Aujourd'hui, ses œuvres sont présentes dans plusieurs musées et galeries du sud de la France, notamment à Marseille, et sont très recherchées par les collectionneurs. Bien qu'il ne soit plus de ce monde, l'intérêt pour son travail ne cesse de croître, comme en témoignent les enchères animées auxquelles ses pièces sont soumises dans les maisons de vente européennes.

## Hommage
Dans son volumineux ouvrage consacré à l'œuvre de l'artiste et réalisé avec Bernard Plasse, Richard Mandin, le dernier peintre, Annick Pasquin évoque le "Mystère Richard Mandin" : « Voici un peintre difficilement classable, un personnage fougueux et profondément sincère qui prit de nombreux risques et qui connut visiblement de grands bonheurs d'expression. Cet homme ignorait la résignation, il était doué d'une extraordinaire capacité de recommencement. Sur le tard, pendant la césure qui commence pour lui en 1970, il devint "un artiste abstrait" : quelques-unes de ses huiles sur papier datées de 1987, figurent à très bon droit dans le fonds du musée Cantini ».